# Реактивний опір
Реакти́вний о́пір (або реактанс від англ. reactance) — фізична величина, що визначає опір, який чинить змінному струму електрична ємність та індуктивність кола чи його ділянки.
Як і активний опір, реактивний опір вимірюють у омах, при цьому, додатні значення вказують на індуктивний реактивний опір, а від'ємні — на ємнісний реактивний опір. Ідеальний резистор має нульовий реактивний опір, тоді як ідеальні котушка індуктивності та конденсатор мають, відповідно, нульовий і нескінченно великий опори — тобто, впливають на струм тільки завдяки наявності реактивного опору.
Величина реактивного опору котушки індуктивності прямо пропорційна частоті, тоді як величина реактивного опору конденсатора обернено пропорційна частоті. Тобто, з підвищенням частоти, індуктивний реактивний опір збільшується, а ємнісний реактивний опір зменшується.
Реактивний опір використовують для обчислення амплітудних та фазових змін синусоїдального змінного струму, що проходить через елемент ланцюга. Позначається символом {\displaystyle X}.

## Пояснення
Змінний струм, на відміну від постійного струму, проходить крізь конденсатор. Але струм у конденсаторі, так званий струм зміщення, найбільший не тоді, коли до конденсатора прикладена найбільша напруга, а тоді, коли напруга найшвидше змінюється (з підвищенням частоти, струм у колі збільшується).
Під час проходження струму крізь котушку, струм найменший при найбільшій зміні напруги (зі збільшенням частоти, струм у колі зменшується).
Змінний струм у конденсаторі й котушці має ще таку особливість, що він не призводить до втрат енергії, якщо знехтувати звичайним активним опором.
Для опису опору цих елементів змінному струму, вводиться залежна від частоти величина — реактивний опір X.
Для індуктивності {\displaystyle L}
{\displaystyle X=\omega L}.
Для ємності {\displaystyle C}
{\displaystyle X=-{\frac {1}{\omega C}}}.
Тут {\displaystyle \omega =2\pi f} — циклічна частота, {\displaystyle f} — частота.
Реактивний опір синусоїдальному струму, у разі послідовного з'єднання індуктивного і ємнісного елементів кола, дорівнює
{\displaystyle X=\omega L-{\frac {1}{\omega C}}},
де {\displaystyle \omega } — кутова частота, {\displaystyle L} і {\displaystyle C} — індуктивність і ємність.
Реактивний опір, разом із активним опором, є складовою частиною імпедансу
{\displaystyle Z=R+jX},
де {\displaystyle Z} — імпеданс, {\displaystyle R} — активний опір, {\displaystyle j} — уявна одиниця (щоб відрізняти від сили струму, яку позначають зазвичай {\displaystyle i}).
Співвідношення між активним й реактивним опором дозволяють визначити зміну фази змінного струму на ділянці кола.

## Ємнісний опір
Конденсатор складається з двох провідників, розділених шаром діелектрика.
Ємнісний опір — це опір змінюванню напруги на елементі. Ємнісний опір {\displaystyle X_{C}} обернено пропорційний частоті сигналу {\displaystyle f} (або циклічній частоті {\displaystyle \omega }) та ємності {\displaystyle C}.
У літературі є два варіанти визначення реактивного опору для конденсатора. Перший полягає у використанні єдиного поняття реактивного опору як уявної частини повного опору, при цьому реактивний опір конденсатора є від'ємним числом:
{\displaystyle X_{C}=-{\frac {1}{\omega C}}=-{\frac {1}{2\pi fC}}} .
Другий полягає в тому, щоб визначити ємнісний опір як додатне число:
{\displaystyle X_{C}={\frac {1}{\omega C}}={\frac {1}{2\pi fC}}} .
У цьому випадку слід пам'ятати про додавання знака «мінус» до імпедансу, тобто {\displaystyle Z_{c}=-jX_{c}}.
На низьких частотах конденсатор еквівалентний розімкнутому колу, якщо в діелектрику струм не тече.
Постійна напруга, прикладена до конденсатора, викликає накопичення додатного заряду на одній обкладці та від'ємного на іншій; електричне поле, яке при цьому виникає, протидіє струму. Коли потенціал, пов'язаний із зарядом, зрівнюється з напругою, струм падає до нуля.
Приєднаний до джерела змінного струму (ідеальне джерело змінного струму), конденсатор встигає накопичити тільки обмежену кількість електрики, перш ніж різниця потенціалів змінить полярність і заряд повернеться до джерела. Чим вища частота, тим менший заряд накопичується і тим менша протидія струму.

## Індуктивний опір
Індуктивний реактивний опір — це властивість, притаманна індуктивності, і індуктивний реактивний опір існує завдяки тому, що електричний струм створює навколо неї магнітне поле. У контексті ланцюга змінного струму (хоча ця концепція застосовується за будь-якої зміни струму), це магнітне поле постійно змінюється внаслідок змінення струму. Саме ця зміна магнітного поля створює інший електричний струм у тому ж проводі (проти-ЕРС), у напрямку, протилежному до струму, який створив магнітне поле. Це явище відоме як правило Ленца. Отже, індуктивний опір це протидія змінюванню струму через елемент.
Для ідеальної котушки індуктивності в ланцюзі змінного струму стримувальний вплив на зміну протікання струму призводить до затримки або зсуву фази змінного струму відносно змінної напруги. Зокрема, ідеальна індуктивність (без опору) викличе відставання струму від напруги на чверть циклу або на 90°.
В електроенергетичних системах індуктивний реактивний опір (і ємнісний реактивний опір теж, проте індуктивний реактивний опір поширеніший) може обмежувати пропускну здатність лінії електропередач змінного струму, оскільки потужність повністю не передається, коли напруга та струм перебувають у протифазі. Тобто струм у протифазній системі буде текти, проте реальна потужність у певні моменти часу не передаватиметься, оскільки будуть моменти, протягом яких миттєвий струм буде додатним, а миттєва напруга від'ємною, або навпаки, тобто, передавана потужність буде від'ємною. Отже, реальна робота не виконується, коли передавана енергія є від'ємною. Однак, навіть коли система перебуває у протифазі, струм все ж тече, що призводить до нагрівання ліній електропередач. При цьому лінія електропередач може сильно нагріватися (і провиснути через теплове розширення), тому оператори ліній електропередач мають «стелю» щодо величини струму, який може протікати через дану лінію, і надмірний індуктивний опір обмежує потужність лінії. Для зсуву фази та мінімізації втрат постачальники електроенергії використовують конденсатори.
Індуктивний реактивний опір {\displaystyle \scriptstyle {X_{L}}} пропорційний частоті синусоїдального сигналу {\displaystyle f} та індуктивності {\displaystyle L}:
{\displaystyle X_{L}=\omega L=2\pi fL}
Середній струм, що протікає через індуктивність {\displaystyle L}, увімкнену послідовно зі синусоїдальним джерелом змінної напруги середньоквадратичної амплітуди {\displaystyle A} та частоти {\displaystyle f} дорівнює:
{\displaystyle I_{L}={A \over \omega L}={A \over 2\pi fL}}.
Оскільки, відповідно до теореми Фур'є, прямокутна хвиля (джерело прямокутного сигналу) має кілька амплітуд на синусоїдальних гармоніках, середній струм, що протікає через індуктивність {\displaystyle L}, включену послідовно з джерелом прямокутної змінної напруги середньоквадратичної амплітуди {\displaystyle A} та частоти {\displaystyle f}, дорівнює:
{\displaystyle I_{L}={A\pi ^{2} \over 8\omega L}={A\pi  \over 16fL}}
створюючи ілюзію, ніби реактивний опір прямокутної хвилі на 19 % менший, ніж реактивний опір синусоїдального сигналу з тією ж частотою:
{\displaystyle X_{L}={16 \over \pi }fL}
Будь-який провідник скінченних розмірів має індуктивність; отримують індуктивність зазвичай за допомогою котушок із багатьох витків дроту. За законом електромагнітної індукції Фарадея, під час змінювання магнітного потоку {\displaystyle B} через виток зі струмом, у провіднику виникає проти-ЕРС {\displaystyle {\mathcal {E}}} (струм, протилежний напрузі):
{\displaystyle {\mathcal {E}}=-{{d\Phi _{B}} \over dt}}
А для котушки, що має {\displaystyle N} витків відповідно
{\displaystyle {\mathcal {E}}=-N{d\Phi _{B} \over dt}}
Проти-ЕРС є джерелом протидії струму. Постійний струм має нульову швидкість зміни, котушка індуктивності для нього є звичайним провідником (оскільки виготовлена з матеріалу з низьким питомим опором). Змінний струм має усереднену за часом швидкість зміни, пропорційну частоті, що викликає зростання індуктивного опору з частотою.

## Повний опір
Реактивний опір {\displaystyle X} та активний опір {\displaystyle R} є компонентами імпедансу {\displaystyle Z}:
{\displaystyle Z=R+jX}
де:
- {\displaystyle Z} — імпеданс, Ом;
- {\displaystyle R} — активний опір, Ом; становить дійсну частину імпедансу: {\displaystyle {R=\Re {(Z)}}}
- {\displaystyle X} — реактанс, Ом; становить уявну частину імпедансу: {\displaystyle {X=\Im {(Z)}}}
- {\displaystyle j} — уявна одиниця, щоб відрізняти від струму, яку позначають зазвичай {\displaystyle i}.

Коли конденсатор та котушка з'єднані послідовно, їхні внески в повний імпеданс ланцюга протилежні. Реактивний опір {\displaystyle X} знаходять, як суму ємнісного опору {\displaystyle X_{C}} та індуктивного опору {\displaystyle X_{L}}
{\displaystyle {X=X_{L}+X_{C}=\omega L-{\frac {1}{\omega C}}}}

Звідси:
- якщо {\displaystyle X>0}, реактанс називають індуктивним;
- якщо {\displaystyle X=0}, імпеданс суто резистивний;
- якщо {\displaystyle X<0}, реактанс називають ємнісним.

Зауваження: в разі визначення {\displaystyle X_{L}} і {\displaystyle X_{C}} як додатних величин, знак у формулі змінюють на «мінус»:
{\displaystyle {X=X_{L}-X_{C}=\omega L-{\frac {1}{\omega C}}}},
але кінцеве значення однакове.

### Фазові відношення
Фаза напруги на чисто реактивному пристрої (конденсатор з нескінченним опором або котушка з нульовим опором) відстає від струму на {\displaystyle {\frac {\pi }{2}}} радіан за ємнісного опору та випереджає струм на {\displaystyle {\frac {\pi }{2}}} радіан за індуктивного опору. Без знання активного та реактивного опору неможливо визначити співвідношення між напругою та струмом.
{\displaystyle {\begin{aligned}{\tilde {Z}}_{C}&={1 \over \omega C}e^{j(-{\pi  \over 2})}=j\left({-{\frac {1}{\omega C}}}\right)=jX_{C}\\{\tilde {Z}}_{L}&=\omega Le^{j{\pi  \over 2}}=j\omega L=jX_{L}\quad \end{aligned}}}
Для реактивної компоненти синусоїдальна напруга на компоненті перебуває у квадратурі (різниця фаз {\displaystyle {\frac {\pi }{2}}}) зі синусоїдальним струмом у компоненті. Компонент почергово поглинає енергію з контуру і повертає енергію в контур, тому чистий реактивний опір не розсіює потужності.